# Michel Bonnevie
Michel Bonnevie   (Chaville, 19 de novembre de 1921 - Ivry-sur-Seine, 6 de setembre de 2018) fou un jugador de bàsquet francès que va competir durant la dècada de 1940.
El 1948 va prendre part en els Jocs Olímpics de Londres, on guanyà la medalla de plata en la competició de bàsquet. Entre 1948 i 1950 jugà 10 partits amb la selecció francesa.